# Ricardo Lemvo
Ricardo Lemvo (ur. 1957 w Kinszasie) – osiadły w Los Angeles wokalista pochodzący z Demokratycznej Republiki Konga, reprezentujący gatunki salsa, rumba i soukous.
Do Los Angeles wyjechał w wieku 15 lat. Tam uzyskał dyplom na wydziale nauk politycznych. W latach 80. występował w chórkach, w 1990 założył zespół Makina Loca (Szalona Maszyna). 

## Dyskografia

### Albumy solowe
- 1996 – Tata Masamba
- 1998 – Mambo Yo Yo
- 2000 – São Salvador
- 2003 – Ay Valeria!
- 2007 – Isabela